# Garí de Sion
Garí de Sion (francès: Guérin)  (Pont-à-Mousson, 1065 (Gregorià) - Saint-Jean-d'Aulps, 27 d'agost de 1150 (Gregorià)) fou un bisbe de Sion. És considerat com a sant per l'Església Catòlica, la seva festivitat és el 27 d'agost.

## Biografia
Garí nasqué a Pont-à-Mousson el 1065 al si d'una família noble. Prengué l'hàbit a Molesmes, sota la tutela de Sant Robert. Les dades a partir d'aquí són incertes. Hom creu que, entre el 1090 i el 1094, Guérin, juntament amb el seu germà Guides, es retirà a Aulps, al Comtat de Savoia, per fundar-hi un monestir. Quan morí el seu germà, el 1113, Guérin el succeí com a abat del monestir. El 1120 obtingué de part del Papa Calixt II la independència jurisdiccional de Molesmes i unir-se a la de Clairvaux. El 1138 acceptà per part del Papa Innocenci II el càrrec de bisbe de Sion. Com a bisbe donà mostres de gran austeritat en el càrrec de la diòcesi. Morí el 27 d'agost del 1150.

## Veneració
Les relíquies de Guérin foren objecte de veneració gairebé en el mateix moment de la seva mort. Per salvar-lo dels possibles atacs dels antimonàrquics de la Revolució Francesa, el 1794 foren guardades en un lloc segur fins al 1804, quan les seves relíquies foren dipositades a l'església parroquial de Sant Joan d'Aulps. El 1886 les seves restes foren traslladades a la nova església de Plan d'Avau. El 1873 algunes relíquies foren cedides a Jeuxey, als Vosges.